# Блэкагар Болтагон (киновселенная Marvel)
Блэкагар Болтагон (англ. Blackagar Boltagon) — персонаж медиафраншизы «Кинематографическая вселенная Marvel» (КВМ), основанный на одноимённом супергерое Marvel Comics, широко известный под прозвищем «Чёрный Гром» (англ. Black Bolt). Роль Болтагона исполнил американский актёр Энсон Маунт. Молодого Блэкагара Болтагона сыграл Лофтон Шоу.
Блэкагар является членом Королевской семьи Нелюдей, обитающих на Луне в высокоразвитом городе Аттилане. Он родился в семье Агона и Ринды и был старшим братом Максимуса. В результате воздействия Терригенового Тумана Блэкагар обрёл мощный разрушительный голос, однако во время проявления новообретённой силы он случайно убил обоих своих родителей. Став новым королём Аттилана, он женился на Медузе, вместе с которой правил другими Нелюдьми. В дальнейшем его правление было оспорено Максимусом, который поднял восстание и захватил власть в свои руки. Благодаря Локджо Чёрный Гром и другие члены Королевской семьи были перенесены на Землю, однако оказались отделены друг от друга. После возвращения на Луну, Чёрный Гром вернул себе любовь народа, и после свержения Максимуса Нелюди покинули разрушенный Аттилан, оставшись жить на Земле.
Персонаж появился в телесериале «Сверхлюди» 2017 года и фильме «Доктор Стрэндж: В мультивселенной безумия» 2022 года, где была представлена его альтернативная версия.

## Создание образа
Чёрный Гром был создан сценаристом Стэном Ли и художником Джеком Кирби, дебютировав в Fantastic Four #45 (Декабрь, 1965). В рамках Marvel NOW!, ознаменовавшей перезапуск нескольких классических серий, Чёрный Гром вновь присоединился к Иллюминатам. В 2017 году Чёрный Гром получил собственную сольную серию, написанную Саладином Ахмедом и проиллюстрированную Кристианом Джеймсом Уордом.
В ноябре 2016 года Marvel Television и IMAX Corporation объявили о разработке восьмисерийного телесериала «Сверхлюди», совместного производства с ABC Studios с последующей трансляции на канале ABC. Действие сериала разворачивается в медиафраншизе «Кинематографическая вселенная Marvel». В декабре стало известно, что Скотт Бак, шоураннер первого сезона телесериала Marvel «Железный кулак» от Netflix, выступит исполнительным продюсером и шоураннером «Сверхлюдей».

### Кастинг и исполнение
Энсон Маунт был выбран на роль Чёрного Грома в феврале 2017 года. Поскольку Король Нелюдей не должен был разговаривать, студия не организовывала прослушивания. Кандидатуру Маунта лично одобрил Джеф Лоуб, посчитав актёра подходящим для роли. Маунт, не являвшийся фанатом комиксов про Нелюдей, ознакомился с первоисточником, дабы лучше понять своего персонажа.
Режиссёр первых двух эпизодов «Сверхлюдей» Роэль Рейне посоветовал Маунту использовать 15 или 16 языковых жестов в рамках исполнения роли Чёрного Грома, однако актёр решил придумать собственную систему жестов. По мнению актёра, его персонаж, который не был жителем Земли, не мог знать жесты, придуманные людьми с другой планеты, в частности Амслен. Маунт позаимствовал основы Амслена, после чего «перепроверил свои собственные жесты, во избежание повторов». Кроме того, актёр изучал движения дирижёров оркестра. Маунт расписал придуманный им язык более чем на 50 страницах и пришёл к выводу, что если бы он смог развить его в течение следующих сезонов, то тот вполне мог бы стать искусственным и находиться в одном ряду с клингонским и дотракийским. Время от времени Маунт додумывал изъяснения своего персонажа, когда того не предусматривал сценарий.
Маунт повторил роль Чёрного Грома в фильме «Доктор Стрэндж: В мультивселенной безумия» 2022 года, сыграв альтернативную версию персонажа. Он консультировал режиссёра картины Сэма Рэйми относительно воплощения персонажа на экране. Художник по костюмам «Мультивселенной безумия» Грэм Черчьярд заявил, что решение о включение в состав Иллюминатов Чёрного Грома и Мистера Фантастика было принято на поздней стадии разработки фильма.

### Анализ личности
«Он лидер, который ошибается в своём стремлении быть расчётливым и скрытным с эмоциональной отстраненностью. Пока что он не осознаёт свою неправоту. Вы не можете вести за собой людей, сдерживая эмоциональную часть себя и оставаясь закрытым, поскольку, будучи королём, ты представляешь собой государство».
Чёрный Гром — глава королевской семьи Нелюдей и король Аттилана, чей голос может вызвать разрушение малейшим шёпотом. Шоураннер сериала «Сверхлюди» Скотт Бак охарактеризовал Чёрного Грома как загадочного и очаровывающего персонажа, поскольку «никто, как правило, не знает, о чём он думает». Бак отметил, что творческой группе было непросто прописать «немногословного героя, являющегося центральной фигурой сериала». Бак исключил вариант с задействованием голоса за кадром и прибегнул к языку жестов.
В отличие от классической версии из комиксов, в сериале Чёрный Гром не носил костюм с белыми вставками и маску с камертоном. Маунт заявил, что такое решение было принято, чтобы сделать персонажа «более доступным для зрителя... Я не уверен, что телевидение — это место для масок». Исполнитель роли Максимуса Иван Реон добавил, что костюмы должны были выглядеть странными для зрителей, чтобы подчеркнуть отстранённость Нелюдей от Земли и человеческой культуры. В картине «Доктор Стрэндж: В мультивселенной безумия» костюм Чёрного Грома с Земли-838, более приближённый к образу персонажа из комиксов, был полностью нарисован при помощи компьютерной графики.

### Визуальные эффекты
По словам специалиста по визуальным эффектам фильма «Доктор Стрэндж: В мультивселенной безумия» Джулиана Фодди, в сцене убийства Чёрного Грома члены команды ILM VFX зашили рот персонажу при помощи компьютерной графики, после чего создали разорвавший его голову звуковой взрыв, предварительно наблюдая за предметами, которые взрывались в замедленной съёмке и учитывая воздействия ветра на человеческую кожу.

## Биография
Блэкагар Болтагон родился в Королевской семье Нелюдей из города Аттилан, расположенного на Луне и был сыном короля Агона и королевы Ринды, а также старшим братом Максимуса. Подобно остальным представителям своей расы, достигнув подходящего возраста Блэкагар подвергся воздействию Терригенового Тумана, который даровал ему обладающий разрушительной мощью голос. Тем не менее, во время тестирования полученной силы, он случайно убил находящихся поблизости родителей. С этого момента, новый король перестал разговаривать и начал изъясняться с помощью языка жестов. Впоследствии, он взял в жёны Медузалиту Амаквелин, представительницу другой знатной семьи Аттилана, ставшую его королевой.

### Восстание Максимуса и перемещение на Землю
Во время правления Чёрного Грома, Терриген загрязнил систему водоснабжения Земли. Король приказывает своему подчинённому Тритону тайно отправиться на Землю, чтобы найти там людей, которые подверглись воздействию Терригена — потомков Нелюдей, оставшихся на Земле тысячи лет назад, — и вернуть их на Аттилан. Миссия Тритона обернулась катастрофой, когда наёмники устроили ему засаду на Гавайях.
Провал миссии Тритона оказался последней каплей для Максимуса, который не разделял подхода старшего брата в распоряжении ограниченными ресурсами Аттилана. Переманив на свою сторону королевскую гвардию, Максимус совершает переворот, намереваясь стать новым королём. Локджо переносит Чёрного Грома, Медузу и Карнака на Землю прежде чем солдаты Максимуса успевают добраться до них.
Локджо переносит каждого члена Королевской семьи в различные места на острове Оаху. Чёрного Гром оказывается посреди центра Гонолулу, где его внезапное появление практически моментально приводит к неприятностям. Он пытается добыть новую одежду, чтобы ассимилироваться с местным населением, однако, будучи не знакомым с порядками людей, не понимает, что за неё необходимо заплатить. Ему удаётся отбиться от полиции Гонолулу, однако, в конечном итоге, Чёрный Гром случайно использует свои силы, когда офицер применяет против него электрошокер. Небольшого изданного им выдоха было достаточно, чтобы отбросить полицейскую машину.
Чёрный Гром был заключён в исправительное учреждение округа Оаху вместе с другими обычными преступниками. Он знакомится со своим сокамерником по имени Сэмми, который также оказывается Нелюдем и помогает ему сбежать из тюрьмы во время устроенного бунта. Человек по имени Эван Деклан эвакуирует обоих на личном вертолёте, в то время как Чёрный Гром не подозревает, что в это же время в тюрьму прибыла Медуза, чтобы спасти его. Деклан заявляет о своём намерении доставить их в безопасное место и провести несколько экспериментов. Подозревая, что тот не договаривает, Чёрный Гром и Сэмми сбегают из лаборатории, после чего сталкиваются с предводительницей королевской гвардии Оран и её соратниками. Блэкагар приказывает Сэмми сбежать, чтобы задержать враждебных Нелюдей, однако его самого спасают подоспевшие Медуза и её новая знакомая Луиза Фишер.
Благодаря ещё одной представительнице расы Нелюдей Локус они успешно находят Карнака и Горгона и отправляются за Кристалл. Во время противостояния с торговцем марихуаны Туа и его людьми, Локус получает смертельное ранение, однако, прежде чем умереть, она просит Чёрного Грома переосмыслить методы своего правления, на что тот соглашается. В то время как Чёрный Гром и Медуза воссоединяются с Кристалл и Локджо, Карнак и Горгон отправляются освобождать заложников из лаборатории Деклана. Горгон погибает во время спасательной миссии, однако семья обнаруживает выжившего Тритона.
Вернувшись в Аттилан, Королевская семья вступает в переговоры с Максимусом, который обещает отречься от трона если ему позволят подвергнуться воздействию Терригена. Тем не менее, Максимус нарушает договор и заявляет КОролевской семье, что Аттилан падёт, если он не будет поддерживать защитный купол вокруг города посредством регулярного сканирования пальцев. За время отсутствия Чёрного Грома Горгон, несмотря на строгий наказ короля, был подвергнут повторному воздействию Терригена, благодаря чему воскрес, лишённый большего количества воспоминаний. Блэкагар обеспечивает эвакуацию своего народа, а затем запирает Максимуса в бункере, чтобы тот не смог покинуть разрушающийся Аттилан. Вернувшись на Землю вместе со своей семьёй и подданными, Чёрный Гром и Медуза обращаются к Нелюдям, заявляя, что Земля снова стала их домом.

## Альтернативные версии

### Земля-838

В фильме «Доктор Стрэндж: В мультивселенной безумия» образ варианта Чёрного Грома был приближен к классической версии из комиксов.

В альтернативной реальности, известной как Земля-838, Чёрный Гром является членом группы под названием Иллюминаты, будучи королём Нелюдей и хранителем Терригенового Тумана. В прошлом, когда над вселенной нависла угроза Таноса, его товарищ по команде Доктор Стрэндж самонадеянно решил остановить Безумного титана в одиночку, что привело к уничтожению одной из реальностей Мультивселенной. Иллюминатам, в конечном итоге, удалось остановить Таноса с помощью книги Вишанти, однако, придя к выводу, что Доктор Стрэндж начал представлять ещё большую угрозу, они приняли решение убить его. Чёрный Гром попросил у Стивена прощение, тем самым высвободив разрушительную мощь своего голоса, что привело к полному уничтожению тела Стрэнджа.
Когда на Землю-838 прибывает версия Стрэнджа из иной реальности, идентифицированной как Земля-616, Иллюминаты собираются вместе, чтобы определить судьбу пленённого мага и Америки Чавес, однако, их обсуждение прерывает атаковавшая штаб-квартиру Алая Ведьма с Земли-616, которая захватила тело Ванды Максимофф из их мира. В ответ на угрозу Рида Ричардса, что Чёрный Гром может уничтожить её единственным произнесённым словом, Ведьма лишает Блэкагара рта, вызвав его панический вскрик, что приводит к скоплению энергии внутри его головы и последующему взрыву черепа со смертельным исходом.

## Будущее
В октябре 2019 года Маунт подтвердил слухи о том, что на Disney+ планируется перезапуск сериала о Нелюдях, потенциально с Вином Дизелем в главной роли, который выражал желание сыграть персонажа прежде чем была утверждена кандидатура Маунта. Маунт поддержал идею перезапуска, надеясь, что проект получит «ещё один шанс» с «правильной площадкой, правильным тоном и правильным видением в целом».

## Критика
Итан Андертон из /Film высоко оценил, как Маунт в роли Чёрного Грома общался с другими персонажами. В своём ревью для Digital Spy, Морган Джеффри назвал Маунта «самым ценным актёром сериала». Лиз Шеннон Миллер из IndieWire похвалила актёрский состав сериала, которому пришлось «работать с плохим материалом», в частности оценив работу исполнителя роли Чёрного Грома: «Маунт, несмотря на то, что ему приходится играть полностью немого Чёрного Грома, все же имеет несколько сцен, где ему удаётся передать эмоции своими бровями, являющимися изюминкой его персонажа с каменным лицом».
С другой стороны, с момента выхода первого трейлера сериала, Дэррелл Этерингтон из TechCrunch отметил, что «Маунт очень плохо играет в нескольких сценах». По мнению Брайана Лоури из CNN, «Маунт делает всё возможное, чтобы отыгрывать общение, но чаще всего возникает ощущение, что он испытывает запор». В ревью для The Hollywood Reporter критик Дэниел Финберг назвал Маунта «плохим выбором на роль персонажа, которому приходится компенсировать отсутствие речи другими формами выразительности. На втором часу он воспринимается как гиперболизированная ходячая GIF-реакция на незнакомый мир вокруг него».